# Force aérienne du Kenya
Pour les articles homonymes, voir KAF.
La Force aérienne du Kenya (en anglais, Kenya Air Force ou KAF) est la composante aérienne des Forces de défense du Kenya.

## Histoire
Une partie de ses avions de combat Northrop F-5 Freedom Fighter proviennent des surplus de la Force aérienne royale jordanienne. Les AH-1 vienne eux aussi de la Force aérienne royale jordanienne. L'armée de l'air est engager dans l'intervention militaire du Kenya en Somalie ou les Tigers kényans font des missions de combat en bombardant des cibles sur le sol somalien  et les hélicoptères font du soutien au force terrestre.  

## Aéronefs
Les appareils en service en 2022 sont les suivants :
| Aéronefs                          | Origine            | Type                                        | En service      | Versions        |
| Avion de chasse                   | Avion de chasse    | Avion de chasse                             | Avion de chasse | Avion de chasse |
| --------------------------------- | ------------------ | ------------------------------------------- | --------------- | --------------- |
| Northrop F-5 Freedom Fighter      | États-Unis         | Avion de chasse                             | 184             | F-5EF-5F        |
| Air Tractor AT-802                | États-Unis         | Avion de reconnaissance et d'attaque au sol | 12              |                 |
| Avion de transport                |                    |                                             |                 |                 |
| de Havilland Canada DHC-5 Buffalo | Canada             | Avion de transport                          | 4               | DHC-5D          |
| Leonardo C-27J Spartan            | États-Unis/ Italie | Avion de transport                          | 3               |                 |
| PZL M28 Skytruck                  | Pologne            | Avion utilitaire                            | 3               |                 |
| Harbin Y-12                       | Chine              | Avion de transport léger                    | 9               | Y-12(II)        |
| Dornier Do 28                     | Allemagne          | Avion de transport léger                    | 6               | Do-28D          |
| Cessna 208 Caravan                | États-Unis         | Avion de transport / surveillance           | 4               |                 |
| Bombardier Q Series               | Canada             | Avion de transport VIP                      | 3               | DHC-8           |
| Avion d'entraînement              |                    |                                             |                 |                 |
| Scottish Aviation Bulldog         | Royaume-Uni        | Avion d'entraînement primaire               | 8               | Bulldog 103/127 |
| Embraer EMB 312                   | Brésil             | Avion d'entraînement                        | 11              |                 |
| Grob G 120A                       | Allemagne          | Avion d'entraînement                        | 6               |                 |
| Hélicoptère                       |                    |                                             |                 |                 |
| MD 500 Defender                   | États-Unis         | Hélicoptère multirôle                       | 30              |                 |
| Bell AH-1 Cobra                   | États-Unis         | Hélicoptère de combat                       | 3               | AH-1F           |
| Bell UH-1 Iroquois                | États-Unis         | Hélicoptère de transport                    | 7               |                 |
| Sud-Aviation SA330 Puma           | France             | Hélicoptère de transport                    | 11              |                 |
| Aérospatiale AS550/555 Fennec     | France             | Hélicoptère de transport léger              | 9               |                 |
| Mil Mi-17                         | Union soviétique   | Hélicoptère de transport lourd              | 2               | Mi-171          |
| Harbin Z9                         | Chine              | Hélicoptère multirôle                       | 6               | Z-9WE           |
| AgustaWestland AW139              | Italie             | Hélicoptère de transport                    | 3               |                 |